# Teucholabis xystophanes
Teucholabis xystophanes är en tvåvingeart som först beskrevs av Alexander 1921.  Teucholabis xystophanes ingår i släktet Teucholabis och familjen småharkrankar. Inga underarter finns listade i Catalogue of Life.